# Charles de Bourbon-Siciles (1938-2015)
Pour les articles homonymes, voir Charles de Bourbon.
Titre
Prétendant au trône des Deux-Siciles
3 février 1964 – 5 octobre 2015
(51 ans, 8 mois et 2 jours)
Charles de Bourbon-Siciles (en espagnol Carlos de Borbón-Dos Sicilias y Borbón-Parma), duc de Calabre et infant d'Espagne, né le 16 janvier 1938 à Lausanne et mort le 5 octobre 2015 à Retuerta del Bullaque, est le chef de la branche aînée de la Maison royale des Deux-Siciles de 1964 à 2015 et un membre de la famille royale d'Espagne.

## Famille
Charles de Bourbon-Deux-Siciles est le fils unique d'Alphonse de Bourbon-Siciles (1901-1964), duc de Calabre et infant d’Espagne, et de son épouse la princesse Alice de Bourbon-Parme (1917-2017). 
Par son père, il est l’arrière-arrière-petit-fils du roi Ferdinand II des Deux-Siciles (1810-1859) et l'arrière-petit-fils du roi Alphonse XII (1857-1885). Il est également le cousin germain du roi Juan Carlos Ier.

## Biographie
Charles naît en exil à Lausanne, onze jours après son cousin germain, le futur Juan Carlos Ier d'Espagne. Les deux enfants sont d’ailleurs largement élevés ensemble et suivent la plus grande partie de leur formation dans les mêmes institutions. Ils étudient d’abord en Suisse puis en Espagne, au collège San Isidro de Madrid, et enfin à l’université de droit. Là, Charles se spécialise dans les affaires financières et bancaires. 
Après la mort de son père en 1964, Charles de Bourbon, devenu duc de Calabre, passe un an aux États-Unis où il complète sa formation de juriste des affaires en effectuant plusieurs stages dans de grandes banques comme la Chase Manhattan Bank de New York, la Banque nationale du Mexique et la Banque populaire péruvienne. 
De retour en Europe, le nouveau duc de Calabre parvient, au prix de nombreux compromis[Lesquels ?], à obtenir la main d'Anne d'Orléans, avec laquelle il est lié depuis leur première rencontre en 1961. Une querelle dynastique oppose en effet les aînés des Bourbons-Siciles aux Orléans depuis que le père de Charles a déclaré nulle la renonciation à la succession éventuelle à la couronne des Deux-Siciles faite par son grand-père et s’est proclamé chef de la maison royale des Deux-Siciles.
En 1964, alors âgé de 26 ans, Charles de Bourbon est reçu dans l’ordre de la Toison d'or par le prétendant espagnol Juan de Borbón, comte de Barcelone, qui continue à nommer des chevaliers sans l'autorisation de son frère aîné, le duc d'Anjou et de Ségovie, qui a rappelé en 1963 qu'il était le légitime grand-maître de l'ordre.
Le 16 décembre 1994, il devient infant d'Espagne, titre concédé par grâce exceptionnelle du roi Juan Carlos.
Il partage son temps entre ses fonctions comme prétendant au trône des Deux-Siciles, grand-maître de l’ordre sacré et militaire constantinien de Saint-Georges et de l’ordre de Saint-Janvier, et d'autres hautes fonctions en Espagne et sa propriété de La Toledana, dans la province de Ciudad Real.

## Titulature, controverse dynastique et décorations
À la mort de son père le 3 février 1964 et malgré l'acte de Cannes signé par son grand-père Charles de Bourbon-Siciles, Charles se déclare duc de Calabre, comte de Caserte et prétendant au trône royal des Deux-Siciles. L'acte de Cannes, du 14 décembre 1900, était une renonciation à la succession  à la couronne des Deux-Siciles, relative à la pragmatique Sanction de Charles III du 6 octobre 1759, visant la séparation des couronnes d’Espagne et des Deux-Siciles, et dont les conditions légales ne s'appliquent plus en 1900, le royaume des Deux-Siciles n'existant plus. L'acte de Cannes ne mentionne pas la dignité du chef de la famille royale, ni la grand-maîtrise de l'ordre constantinien de Saint-Georges, une dignité qui descend par primogéniture de la Maison Farnèse.
Cette proclamation est contestée par son grand-oncle de la branche cadette, le prince Rénier de Bourbon-Siciles, et par ses successeurs Ferdinand et Charles. Mais la légitimité des revendications d'Alfonso est reconnue par le duc d’Anjou et de Ségovie, chef de la maison de Bourbon, l'infant Juan, comte de Barcelone, et son fils Juan Carlos Ier, roi émérite d’Espagne, Robert, duc de Parme, le prince Pedro Gastão de Orléans e Bragança, dom Duarte de Bragança, duc de Bragance, les rois Paul et Constantin II de Grèce et le roi Siméon II qui ont tous accepté le collier de l’Ordre sacré et militaire constantinien de Saint-Georges de l'infant Alfonso. L’archiduc Otto von Habsburg fut reçu par l'infant don Carlos comme chevalier de l’ordre de Saint-Janvier et le prince héritier Alexandre de Yougoslavie est aussi bailli de justice de l’Ordre constantinien.

### Titres dans la maison de Bourbon-Siciles
- 16 janvier 1938 - 7 janvier 1960 : Son Altesse Royale le prince Carlos de Bourbon-Siciles ;
- 7 janvier 1960 - 5 mars 1964 : Son Altesse Royale le duc de Noto ;
- 5 mars 1964 - 5 octobre 2015 : Son Altesse Royale le duc de Calabre, comte de Caserte.

### Titres dans la famille royale d'Espagne

Armoiries de l'infant Carlos de Borbón-Dos Sicilias.

- 6 novembre 1987 - 16 décembre 1994 : Son Altesse Royale Carlos de Borbón-Dos Sicilias y Borbón-Parma, grand d'Espagne (selon le décret royal n°1368 accordant le titre de grand d'Espagne aux enfants des infants d'Espagne) ;
- 16 décembre 1994 - 5 octobre 2015 : Son Altesse Royale Carlos de Borbón-Dos Sicilias y Borbón-Parma, infant d'Espagne (par décret royal).

### Ordres dynastiques
Anhalt
| Ordre d'Albert l'Ours | Grand-croix de l'ordre d'Albert l'Ours |

 Royaume des Deux-Siciles
| Ordre de Saint-Janvier                                  | Grand-maître de l'illustre ordre royal de Saint-Janvier (3 février 1964)                   |
| Ordre sacré et militaire constantinien de Saint-Georges | Grand-maître de l'ordre sacré et militaire constantinien de Saint-Georges (3 février 1964) |
| Ordre de Saint-Ferdinand et du Mérite                   | Grand-maître de l'ordre de Saint-Ferdinand et du Mérite (3 février 1964)                   |
| Ordre de Saint-Georges de la Réunion                    | Grand-maître de l'ordre de Saint-Georges de la Réunion (3 février 1964)                    |
| Ordre royal de François Ier                             | Grand-maître de l'ordre royal de François Ier (3 février 1964)                             |

 Espagne
| Ordre de la Toison d'or                     | Chevalier de l'ordre de la Toison d'or (25 février 1964)                              |
| Ordre du Mérite militaire                   | Grand-croix avec distinctions blanches de l'ordre du Mérite militaire (22 juin 2001)  |
| Ordre du Mérite naval                       | Grand-croix avec distinctions blanches de l'ordre du Mérite naval (19 décembre 1997), |
| Ordre du Mérite agricole                    | Grand-croix de l'ordre du Mérite agricole                                             |
| Conseil royal des ordres militaires         | Président du conseil royal des ordres militaires (1993-2014),                         |
| Ordre d'Alcántara                           | Commandeur majeur de l'ordre d'Alcántara (1982-2014),                                 |
| Société royale de chevalerie de Valence     | Chevalier de la société royale de chevalerie de Valence (1967)                        |
| Corporation royale de la noblesse de Madrid | Chevalier protecteur de la corporation royale de la noblesse de Madrid                |
| Société royale de chevalerie de Séville     | Chevalier de la société royale de chevalerie de Séville                               |
|                                             | Chevalier de la société royale de chevalerie de Ronda                                 |
|                                             | Chevalier de la société royale de chevalerie de Grenade                               |
| Société royale de chevalerie de Saragosse   | Chevalier de la société royale de chevalerie de Saragosse                             |
|                                             | Premier chevalier de la corporation royale de noblesse de Catalogne                   |

 Ordre souverain de Malte
| Ordre souverain militaire et hospitalier de Saint-Jean de Jérusalem, de Rhodes et de Malte | Bailli Grand-croix d'honneur et de dévotion de l'ordre souverain de Malte |

 Mexique
| Ordre de l'Aigle aztèque         | Bande de l'ordre de l'Aigle aztèque               |
| Ordre de Notre-Dame de Guadalupe | Grand-croix de l'ordre de Notre-Dame de Guadalupe |

 Royaume de Portugal
| Ordre de l'Immaculée Conception de Vila Viçosa | Grand-croix de l'ordre de l'Immaculée Conception de Vila Viçosa (8 décembre 1983) |

 Vatican
| Ordre équestre du Saint-Sépulcre de Jérusalem | Grand-croix de l'ordre équestre du Saint-Sépulcre de Jérusalem |

 Royaume de Yougoslavie
| Ordre de l'Aigle blanc | Grand-croix de l'ordre de l'Aigle blanc |

## Mariage et descendance
Le 11 mai 1965, Carlos de Bourbon-Siciles épouse civilement à Louveciennes, puis religieusement le lendemain, à la chapelle royale Saint-Louis de Dreux Anne d'Orléans, fille d'Henri d'Orléans (1908-1999), comte de Paris et prétendant orléaniste au trône de France, et d'Isabelle d'Orléans-Bragance,.
De cette union naissent cinq enfants :
- Cristina de Borbón-Dos Sicilias y Orléans (née à Madrid le 15 mars 1966), princesse des Deux-Siciles, qui épouse en 1994 Pedro López-Quesada y Fernández-Urrutia (né en 1963), d’où deux enfants : Victoria et Pedro.
- María-Paloma de Borbón-Dos Sicilias y Orléans (née à Madrid le 5 avril 1967), princesse des Deux-Siciles, qui épouse en 1996 Siméon de Habsbourg-Lorraine (né en 1958), archiduc d’Autriche, prince royal de Hongrie et de Bohême, d’où cinq enfants : Johannes, Ludwig, Isabelle, Carlota et Philipp.
- Pedro de Borbón-Dos Sicilias y Orléans (né à Madrid le 16 octobre 1968), prince des Deux-Siciles, duc de Noto, puis duc de Calabre et comte de Caserte, époux de Sofía Landaluce y Melgarejo (née en 1973), d'où quatre fils et trois filles :
  - Jaime de Borbón-Dos Sicilias y Landaluce (né en 1992), duc de Noto, époux de lady Charlotte Diana Lindesay-Bethune (née en 1993), d'où une fille ;
  - Juan de Borbón-Dos Sicilias y Landaluce (né en 2003) ;
  - Pablo de Borbón-Dos Sicilias y Landaluce (né en 2004) ;
  - Pedro de Borbón-Dos Sicilias y Landaluce (né en 2007) ;
  - Sofía de Borbón-Dos Sicilias y Landaluce (née en 2008) ;
  - Blanca de Borbón-Dos Sicilias y Landaluce (née en 2011) ;
  - Maria de Borbón-Dos Sicilias y Landaluce (née en 2015) ;
- Inés de Borbón-Dos Sicilias y Orléans (née à Madrid le 20 avril 1971), princesse des Deux-Siciles, qui épouse en 2001 le nobile Michele Carrelli Palombi, des marquis di Raiano (né en 1965), d'où trois enfants : Teresa, Blanca et Arturo ;
- Victoria de Borbón-Dos Sicilias y Orléans (née à Madrid le 24 mai 1976), princesse des Deux-Siciles, qui épouse en 2003 Markos Nomikos[15] (né en 1965), d'où quatre enfants : Anastasios, Ana, Karlos et Simeon.